# Afzelequina
Afzelequina é um flavan-3ol, um tipo de flavonoide. Pode ser encontrado na Bergenia ligulata (aka Paashaanbhed na medicina tradicional indiana Ayurveda).

## Metabolismo
(2R,3S)-catequina:NADP+ 4-oxidoredutase transforma cis-3,4-leucopelargonidina em afzelequina.